# Nostalgia comunistă
Nostalgia comunistă, numită și nostalgia comunismului sau nostalgia socialistă, este nostalgia din diferite state post-comuniste din Europa Centrală și de Est și Rusia pentru statele comuniste anterioare.
Exemple de astfel de nostalgii pot fi observate în: Albania, Germania Răsăriteană (fostul RDG), Polonia, fosta Uniune Sovietică, fosta Iugoslavie, Bulgaria, Ungaria, România, Republica Cehă și Slovacia. Nostalgia comunistă a fost abordată de unele afaceri prin introducerea modei sau mărfurilor comuniste (așa-zisul comunism chic).

## Motive
Dominik Bartmanski⁠(d) susține că, după revoluțiile anticomuniste din 1989, perspectivele specifice ale dezvoltării au rămas neclare pentru o vreme, ele au fost exprimate în termeni generici precum „întoarcerea în Europa”, „la valorile occidentale ” și altele asemenea. Acest lucru a dus la așteptări utopice cu privire la capitalism și democrație. Confruntat cu greutățile tranziției, „utopismul post-revoluționar” a condus la „o dezamăgire post-revoluționară”.
Potrivit Kristen R. Ghodsee⁠(d), cercetător asupra Europei de Est post-comuniste: "Doar examinând modul în care aspectele cotidiene ale vieții de zi cu zi au fost afectate de marile schimbări sociale, politice și economice putem da sens dorinței pentru acest trecut mai egalitar imaginat colectiv. Nimeni nu vrea să reînvie totalitarismul secolului al XX-lea. Dar nostalgia pentru comunism a devenit un limbaj comun prin care bărbații și femeile obișnuiți își exprimă dezamăgirea față de neajunsurile democrației parlamentare și capitalismului neoliberal de astăzi."

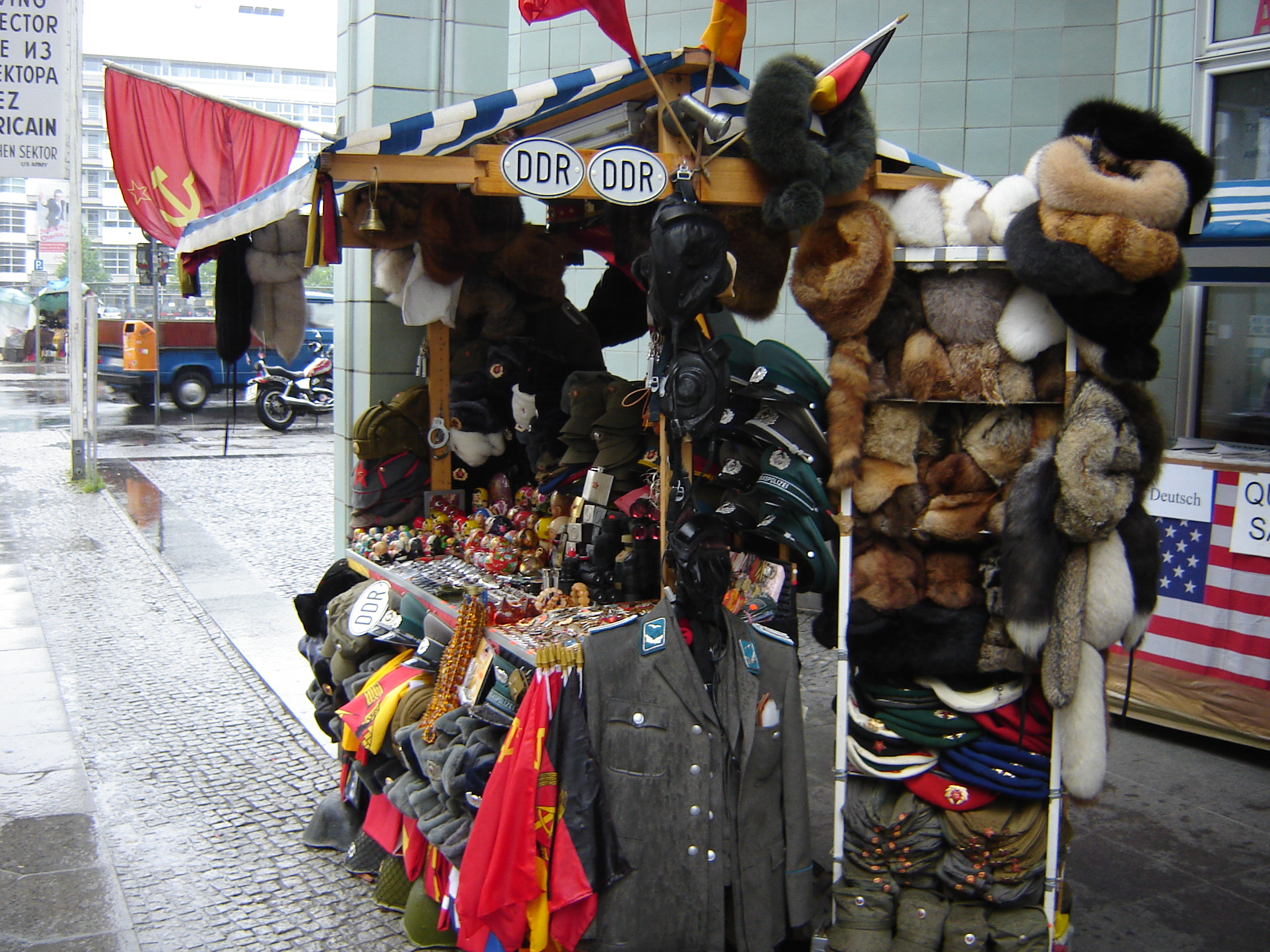
Suveniruri sovietice și est-germane de vânzare la Berlin, în 2006

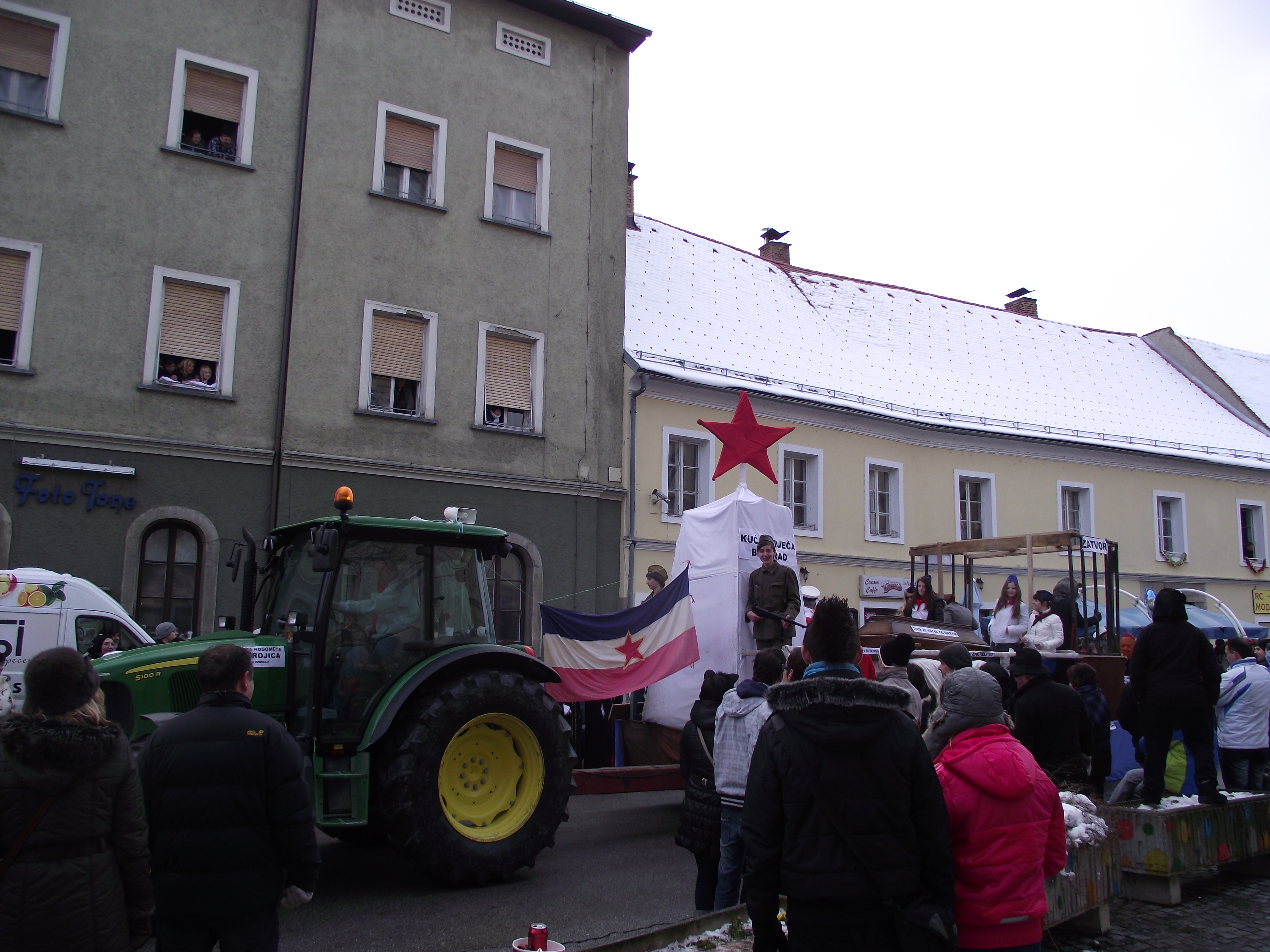
Simboluri iugoslave la un carnaval din localitatea slovenă Ptuj, în 2013

## Sondaje de opinie

### Ungaria
Într-un sondaj de opinie din 2010, 72% dintre maghiari spun că majoritatea oamenilor din țara lor se află astăzi într-o situație economică mai precară decât în timpul comunismului. Doar 8% spun că majoritatea oamenilor din Ungaria au o situație mai bună, iar 16% spun că lucrurile stau cam la fel. De asemenea, în sondaj s-a constatat că 42% dintre respondenți dezaprobă îndepărtarea de comunism.

### Slovacia
Într-un sondaj din 2018, în Slovacia s-a constatat că 81% au fost de acord că oamenii s-au ajutat mai mult unii pe alții în timpul comunismului, au fost mai empatici și mai apropiați unii de alții. 79% au afirmat că oamenii trăiau într-un mediu mai sigur în timpul socialismului și că fărădelegile violente erau mai puțin frecvente. Alți 77% au susținut că, datorită economiei planificate, a existat suficient de lucru pentru toți și, prin urmare, nu există șomaj.

### România
Într-un sondaj din 2014, 44,4% dintre respondenți credeau că condițiile de viață erau mai bune în comunism. Un sondaj realizat în 2010 de Institutul Român de Evaluare și Strategie a oferit rezultate similare. Din cei 1.460 de respondenți, 54% au susținut că au avut un nivel de trai mai bun în timpul comunismului, în timp ce 16% au spus că acesta a fost mai puțin bun.

### Republica Moldova
Un sondaj Gallup din 2013 a arătat că 42% dintre respondenți considerau că dizolvarea URSS-ului a fost rea, spre deosebire de 26%, care o considerau bună. Regretarea dizolvării a crescut, mai târziu, la 70%, conform sondajului Pew din 2017, numai 18% declarând că dizolvarea a fost, în schimb, bună.